# Pau Ricomà
Pau Ricomà Vallhonrat (Tarragona, 5 de diciembre de 1957) es un historiador y político español. Fue alcalde de Tarragona entre 2019 y 2023, miembro de Esquerra Republicana de Cataluña y diputado de la Diputación de Tarragona.

## Biografía
Tras estudiar en los colegios del Sagrado Corazón y San Pablo, realizó el bachillerato en el seminario de Tarragona. Licenciado en Historia General y Geografía en la Universidad Rovira i Virgili. Cuenta también con estudios de filosofía y sociología. 
Comenzó a trabajar a los quince años ayudando a agricultores en los municipios de Vespella y La Nou de Gaià. Posteriormente trabajó en algunas discotecas y en la Dirección General de Tráfico, hasta que en 1981 tras aprobar unas oposiciones, comenzó a trabajar en Caixa Tarragona, entidad que en 2010 se fusionó con otras para crear CatalunyaCaixa.  
Desde 1981 ha formado parte del Sindicat d’Estalvi de Catalunya y ha sido fundador del Sindicato de Empleados de Caixa Tarragona. Ha sido presidente del Comité de Empresa de Caixa Tarragona, y miembro del secretariado del Sindicato de Empleados de Cajas. 
Entre 2007 y 2011 fue presidente de la Empresa Municipal de Desarrollo Económico de Tarragona. Por otra parte, es socio de la Real Sociedad Arqueológica Tarraconense, del Centro de Estudios Históricos y Sociales Guillem Oliver, de Intermón, del Club Gimnàstic de Tarragona, de la Asamblea Nacional Catalana, de Òmnium Cultural y de la Plataforma por la Lengua. 

### Actividad política  a través de ERC
Militante de ERC desde el año 2000, ha asumido diversas responsabilidades orgánicas como secretario de organización y presidente de la sección local de Tarragona, presidente comarcal del Tarragonès y consejero nacional. Fue el candidato de Esquerra Republicana de Cataluña en Tarragona a las elecciones municipales de 2015, siendo elegido concejal en el consistorio tarraconense.

### Alcalde de Tarragona
En las elecciones municipales del 2019 Esquerra Republicana de Cataluña fue la segunda fuerza política más votada en la ciudad empatando a siete concejales con el PSC. Uno de los mejores resultados para Esquerra Republicana de Cataluña desde que tienen representación en el Ayuntamiento de Tarragona.
El 15 de junio de 2019 después de un acuerdo de gobernabilidad con En Comú Podem Ricomá formó un gobierno alternativo y con los apoyos de Junts per Catalunya y de la CUP fue investido Alcalde de Tarragona en sustitución de Josep Fèlix Ballesteros.

## Vida familiar
En 1982 se casó con Marisa, con quien tiene dos hijos: Olga y Pau. Tiene un nieto: Roc. Su gran pasión son los castellers, de hecho forma parte de la Colla Jove Xiquets de Tarragona, de la que fue presidente durante los años 1988-1990 y 1999-2003. Es admirador de Raimon, Bob Dylan, Lou Reed y del grupo tarraconense Islandia nunca Quema.
Su madre Assumpció Vallhonrat falleció el 10 de septiembre de 2019. Su padre en 2013.

## Publicaciones
Participó en el libro La provincia de Tarragona durante el franquismo (1936-1976), con el trabajo "Tarragona. Enero de 1976. El primer alcalde franquista electo". 